# Plant for the Planet
Plant-for-the-Planet è un progetto finalizzato alla promozione di iniziative volte a fermare il cambiamento climatico globale. L'iniziativa consiste nel piantare più alberi possibili per contrastare gli effetti dannosi dovuti all'anidride carbonica.

## Storia

### Origine
Il progetto è nato dall'idea di Felix Finkbeiner, un bambino tedesco che a 9 anni, dopo che gli è stata assegnata una ricerca sui cambiamenti climatici, si è imbattuto nella storia di Wangari Maathai, ambientalista che aveva fondato il movimento Green Belt Movement con lo scopo di piantare oltre 30 milioni di alberi in tutta l'Africa. Con la spinta di Felix, il 28 marzo 2007 venne piantato il primo albero nella sua scuola. Il giovane si è fissato l'obiettivo di piantare un milione di alberi nella sola Germania, e che i bambini potessero piantare 1 milione di alberi per ogni paese della terra. Dopo un anno erano già 150.000 gli alberi piantati. Nel 2008 Felix è riuscito a presentare la sua iniziativa all'assemblea delle Nazioni Unite. Il 4 maggio 2011 ha raggiunto il suo primo obiettivo: ha piantato il milionesimo albero davanti ai ministri dell'ambiente di 45 nazioni. Nel 2011 viene fondata ufficialmente la fondazione ed è Felix stesso a guidarla per due anni.

### Sviluppo
Dalla sua creazione nel 2007, l'organizzazione si è sviluppata in un movimento mondiale. Nell'agosto del 2009, Felix ha promosso Plant-for-the-Planet alla Conferenza Tunza per l'infanzia e la gioventù dell'UNEP a Daejeon, in Corea del Sud; è riuscito ad ottenere il sostegno dei bambini di tutto il mondo, promettendo di piantare un milione di alberi nei loro paesi. I principali posti dove vengono sentiti gli effetti del cambiamento climatico sono i paesi in via di sviluppo, che ne soffrono di più anche se hanno fatto di meno per causare il problema. È proprio in queste nazioni che la fondazione agisce maggiormente, andando a creare frutteti per cercare di sviluppare l'agricoltura. Nel 2011 UNEP ha affidato alla fondazione Plant for the Planet la gestione della Billion Tree Campaign.

## Struttura
I partecipanti all'organizzazione sono per la maggior parte giovani, e sono "membri" o "ambasciatori". Un membro può diventare ambasciatore frequentando l'Academy, che è una conferenza di un giorno. Al 2016, i membri e gli ambasciatori votavano online per eleggere un consiglio globale, composto da 14 bambini (8–14 anni) e 14 ragazzi (15–21 anni). In un secondo turno di votazioni, due di questi sono scelti per i ruoli di Presidente Globale e Vice-Presidente Globale. Oltre ai giovani, anche un adulto è nel consiglio, in qualità di "Plant-for-the-Planet Secretariat". Lo scopo del consiglio globale è di dare all'organizzazione un obiettivo e prendere decisioni per l'intera organizzazione.

## Partner
I bambini del Plant-for-the-Planet hanno avuto il sostegno di adulti: il professor Klaus Töpfer è il principale promotore dell'organizzazione. La Fondazione AVINA, il Club di Roma e il Global Marshall Plan offrono sostegno amministrativo all'organizzazione. Le società Develey, Ernst & Young, Hess Natur, NWG e Toyota danno anche un sostegno finanziario.